# César Augusto Franco Martínez

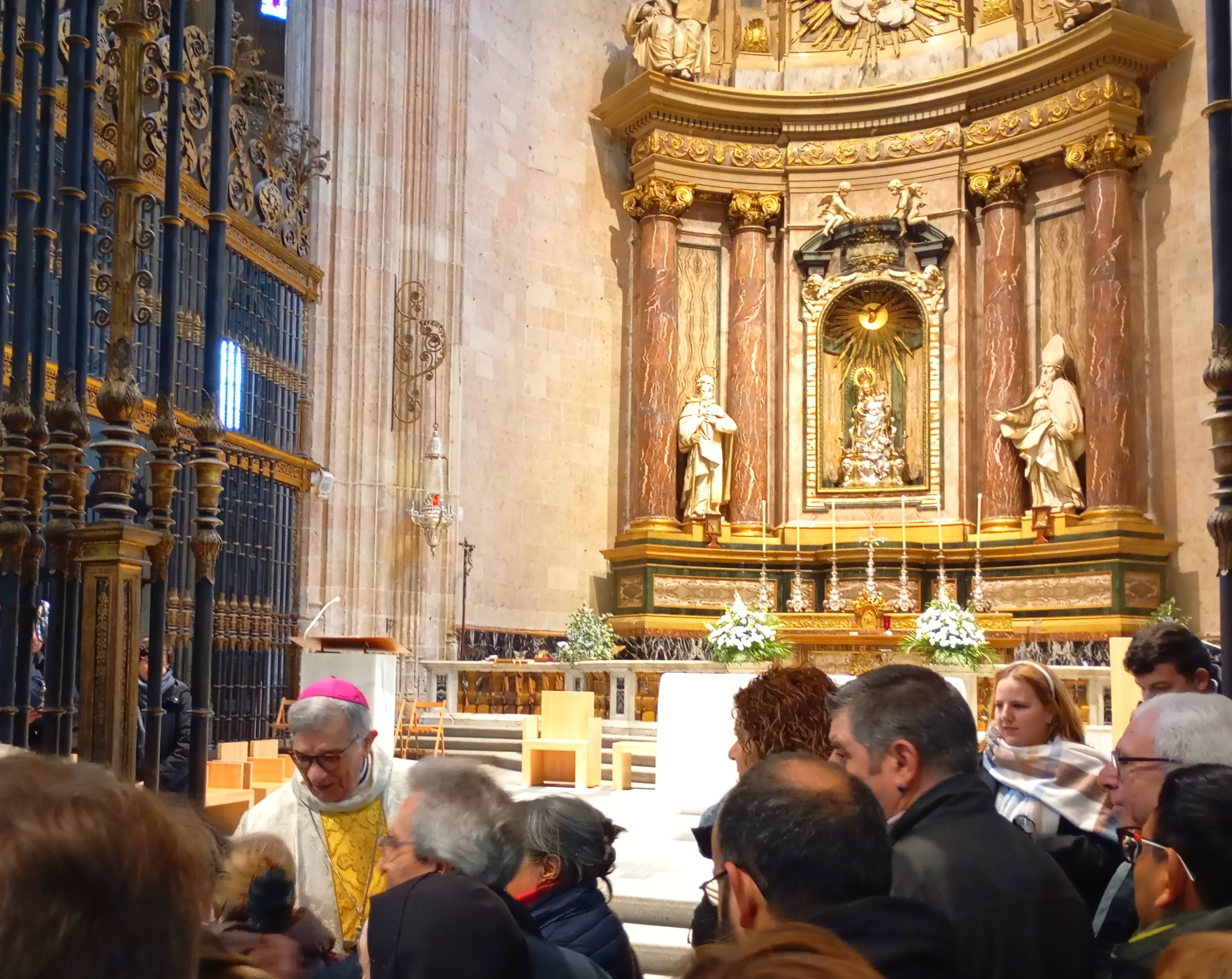
César Franco despidiéndose de sus feligreses después de oficiar su última misa como Obispo de Segovia en el retablo mayor de la catedral segoviana

César Agusto Franco Martínez (Piñuécar, Madrid, 16 de diciembre de 1948) es un sacerdote católico español. Fue obispo titular de Segovia entre 2014 y 2024 además de obispo auxiliar de Madrid entre 1996 y 2014.

## Biografía
Nació en Piñuecar (Madrid), donde su madre ejercía como maestra. En 1960 ingresó  en el Seminario Conciliar de Madrid. El 20 de mayo de 1973 fue ordenado sacerdote por el cardenal Vicente Enrique Tarancón.
Se licenció en Teología por la Universidad Pontificia de Comillas en 1978. Dos años más tarde se diplomó en Ciencias Bíblicas por la Escuela Bíblica y Arqueología de Jerusalén bajo la dirección de Marie-Émile Boismard, con trabajos relacionados con la eucaristía y la cristología sacerdotal. En 1983 se doctoró en Teología por la Universidad Pontificia de Comillas con una tesis titulada Jesucristo, su persona y su obra en la carta a los Hebreos

### Presbiteriado
Comenzó su andadura como vicario parroquial en las parroquias de San Casimiro y Santa Rosalía de Madrid (1973-1975) y más tarde en la de Nuestra Señora de los Dolores (1975-1978). Durante este tiempo colaboró, como secretario de redacción, en la puesta en marcha de la revista Cuadernos de Evangelio, donde publicó diversos artículos sobre temas de Nuevo Testamento.
A su regreso de Jerusalén desempeñó la labor de capellán de las Hijas de la Caridad en el Colegio de San Fernando de la Diputación de Madrid (1980-1981), retomando después su labor en la Parroquia de Nuestra Señora de los Dolores (1981-1986).
En 1986 es nombrado por el arzobispo Ángel Suquía Consiliario Diocesano de Acción Católica General, cargo que alternará con las capellanías de la Escuela de Ingenieros de Caminos y de la Facultad de Derecho de la Universidad Complutense. Impulsará la renovación de la Acción Católica, restableciendo en la Diócesis las secciones de jóvenes y juveniles y promoviendo la formación integral para el apostolado según las directrices del Concilio Vaticano II y del Magisterio del Papa y de los obispos españoles. En 1993 es nombrado Rector del Oratorio del Santo Niño del Remedio, vinculado a Acción Católica, cargos todos ellos que desempeñará hasta 1995.
Entre 1986 y 1994 fue secretario del Consejo Presbiterial de la Archidiócesis.
Como sacerdote ha dedicado gran parte de su ministerio a la predicación y al trabajo con jóvenes impartiendo numerosos cursos de teología y  ejercicios espirituales. También ha dado cursos de formación bíblica en institutos seculares y de vida consagrada.

### Vicario
En 1995, el arzobispo Antonio María Rouco Varela le nombra vicario episcopal de la Vícaria VIII (actual VII).

### Obispo Auxiliar de Madrid
El 14 de mayo de 1996, el Papa San Juan Pablo II lo nombra obispo titular de Ursona y auxiliar de Madrid, recibiendo la consagración episcopal el 29 de  junio en la Catedral de la Almudena.
Desde 1996 a 2011 fue Consiliario Nacional de la Asociación Católica de Propagandistas. En 2011 fue coordinador general de la Jornada Mundial de la Juventud de Madrid.
En 2012 fue nombrado Deán de la Catedral de la Almudena.

### Obispo de Segovia
El 12 de noviembre de 2014, la Nunciatura Apostólica española anunció su nombramiento como obispo de Segovia, tomando posesión de su cargo el 20 de diciembre. El 3 de diciembre de 2024 fue aceptada su renuncia al gobierno pastoral de la diócesis, por límite de edad. Desde entonces ejerció de administrador apostólico sede vacante, hasta el 18 de enero de 2025.

#### Cargos en la Conferencia Episcopal Española
Ha presidido la Comisión de Enseñanza y Catequesis, habiendo sido miembro de las comisiones de Liturgia, Relaciones Interconfesionales, Doctrina de la fe y Apostolado Seglar, donde fue responsable del Departamento de Pastoral Juvenil. Entre junio de 2007 y diciembre de 2011 fue Consiliario nacional de la Asociación católica de propagandistas.
En la Conferencia Episcopal Española es, desde marzo de 2020, miembro de la Comisión Episcopal para las Misiones y la Cooperación con las Iglesias, habiendo presidido en funciones esta comisión entre enero y marzo de 2024.

## Labor investigadora
En el terreno de la investigación, ha participado, como profesor del Centro de Estudios de Teología Espiritual, en diversas semanas organizadas por dicho centro en Toledo. También ha impartido cursos de Sagrada Escritura en la Universidad Eclesiástica San Dámaso y en la Universidad Complutense de Madrid. Ha participado, invitado por el Consejo Pontificio de la Cultura, en los congresos internacionales de Teología de Bogotá y Medellín (1999).
Además de su tesis doctoral ha publicado los siguientes libros de investigación bíblica: Eucaristía y presencia real: Glosas de san Pablo y  Palabras de Jesús; La pasión de Jesús según san Juan; Pasión de Jesús según san Mateo y descenso a los infiernos; La Iglesia naciente: libros  sagrados y don de lenguas (estos dos últimos en colaboración con J.M García Pérez). También ha publicado artículos bíblicos sobre temas  relacionados con la filiación cristiana, la vida en el Espíritu, y la cristología del Nuevo Testamento, especialmente en la carta a los Hebreos. 
En 2010 publicó con carácter divulgativo «Cristo, nuestro amigo» (traducido al italiano), que, bajo la forma de un diálogo entre un obispo y un joven,  presenta la vida cristiana como un camino de amistad con Cristo.